# Burgstall, Sydtyrolen
Burgstall är en ort och kommun i provinsen Sydtyrolen i regionen Trentino-Sydtyrolen i Italien. Kommunen hade 1 872 invånare (2018).